# Contea di Garfield (Montana)
La contea di Garfield (in inglese Garfield County) è una contea del Montana, negli Stati Uniti. Il suo capoluogo amministrativo è Jordan.

## Storia
La contea di Garfield era originariamente una parte della contea di Dawson e venne istituita solo nel 1919. A seguito di una votazione popolare venne scelta come centro amministrativo Jordan. Deve il proprio nome a James Abraham Garfield, 20º presidente degli USA.

## Geografia fisica
La contea ha un'area di 12555 km² di cui il 3,70% è coperto d'acqua. Confina con le seguenti contee:
- contea di Phillips - nord-ovest
- contea di Valley - nord
- contea di McCone - est
- contea di Prairie - est
- contea di Custer - sud-ovest
- contea di Rosebud - sud
- contea di Petroleum - ovest

## Città principali
- Jordan
- Sand Springs
- Mosby
- Cohagen
- Brusett

## Strade principali
- Montana Highway 59
- Montana Highway 200

## Società

### Evoluzione demografica

Situazione demografica

| Anno | Popolazione |
| 1920 | 5.368       |
| 1940 | 2.641       |
| 1960 | 1.981       |
| 1980 | 1.656       |
| 2000 | 1.279       |

## Musei
- Garfield County Museum, su travel.state.mt.us (archiviato dall'url originale il 30 gennaio 2004).